# Olle Anderberg
Olle Henrik Martin Anderberg (ur. 13 września 1919 w Asmundtorp, zm. 26 września 2003 w Linköping) – szwedzki zapaśnik. Dwukrotny medalista olimpijski.
Walczył w obu stylach i w obu zdobywał olimpijskie medale. W Londynie w 1948 zajął drugie miejsce w stylu klasycznym, cztery lata później zwyciężył w wolnym. W 1956 odpadł w eliminacjach w obu stylach. Zdobywał tytuły mistrza świata w obu stylach. W klasycznym triumfował w 1950 i 1953, w wolnym w 1951. Stawał na podium mistrzostw Europy.

## Starty olimpijskie
Londyn 1948
- styl klasyczny do 62 kg – srebro

Helsinki 1952
- styl wolny do 67 kg – złoto